# Renga
El renga (連歌, poema enllaçat) és un gènere de la poesia japonesa fet d'estrofes encadenades sobre un tema. És una eina poètica de comunicació i una activitat social de col·laboració en què els participants aporten una estrofa que pot ser seguida per una altra estrofa d'un altre poeta participant seguint el tema de l'estrofa o estrofes anteriors. L'estrofa inicial del renga, de nom hokku (発句) Posteriorment va generar els gèneres haikai (俳諧) i haiku (俳句).
En el renga s'alternen estrofes de 5-7-5 i 7-7 (són unitats sonores, no síl·labes, mōra) per línia enllaçades en successió per les aportades per altres poetes participants. Coneguda com a tsukuba no michi (筑波の道 El Camí a Tsukuba) amb referència a la muntanya Tsukuba a la regió de Kantō, al Kojiki es menciona que aquesta forma de poesia es va originar en un intercanvi de versos creant un poema renga, entre un ancià i el ferotge cabdill Yamato-takeru. Aquest personatge pregunta a l'ancià, a través d'un poema katauta, quantes nits havia dormit des que va passar pel mont Tsukuba, a la qual cosa el vell respon mitjançant un altre poema katauta, que combinat amb l'anterior formen un sol sedōka. Els poetes renga medievals posteriors, per reverència sobre aquest intercanvi, es referirien al seu art com el «Camí de Tsukuba», i la primera antologia imperial de renga, el Tsukubashū, hi al·ludeix en el títol. Aquest llegendari personatge hauria estat un príncep i guerrer de la dinastia imperial, heroi mencionat al Kojiki (segle VIII) indicant el seu temperament brutal i també per ser l'autor d'exquisits poemes com el mencionat amb l'ancià i el poema renga que varen crear conjuntament ell i la seva promesa.
Durant els segles XIV i XV la poesia en renga va proliferar i el gènere va ser elevat a art literari per Nijō Yoshimoto (二条良基, 1320–1388) i el monjo Gusai (1284-1378), que va compilar Tsukubashū (菟玖波集), primera antologia imperial de renga l'any 1357. Més tard, al període Edo, el renga va forjar els gèneres haikai (còmic, no formal) (俳諧) i haiku (俳句).[2]
Els mestres de renga més famosos varen ser Ino Sōgi (宗祇, 1421–1502), mojo Zen i Matsuo Bashō (松尾芭蕉, 1644-1694) posteriorment conegut com Matsuo Chūemon Munefusa (松尾 忠右衛門 宗房) va ser famós mestre haikai i poeta que també creava poesia en gènere haiku, gènere del qual Bashō en va fundar la primera escola. Basho va escriure principalment en haikai no renga.

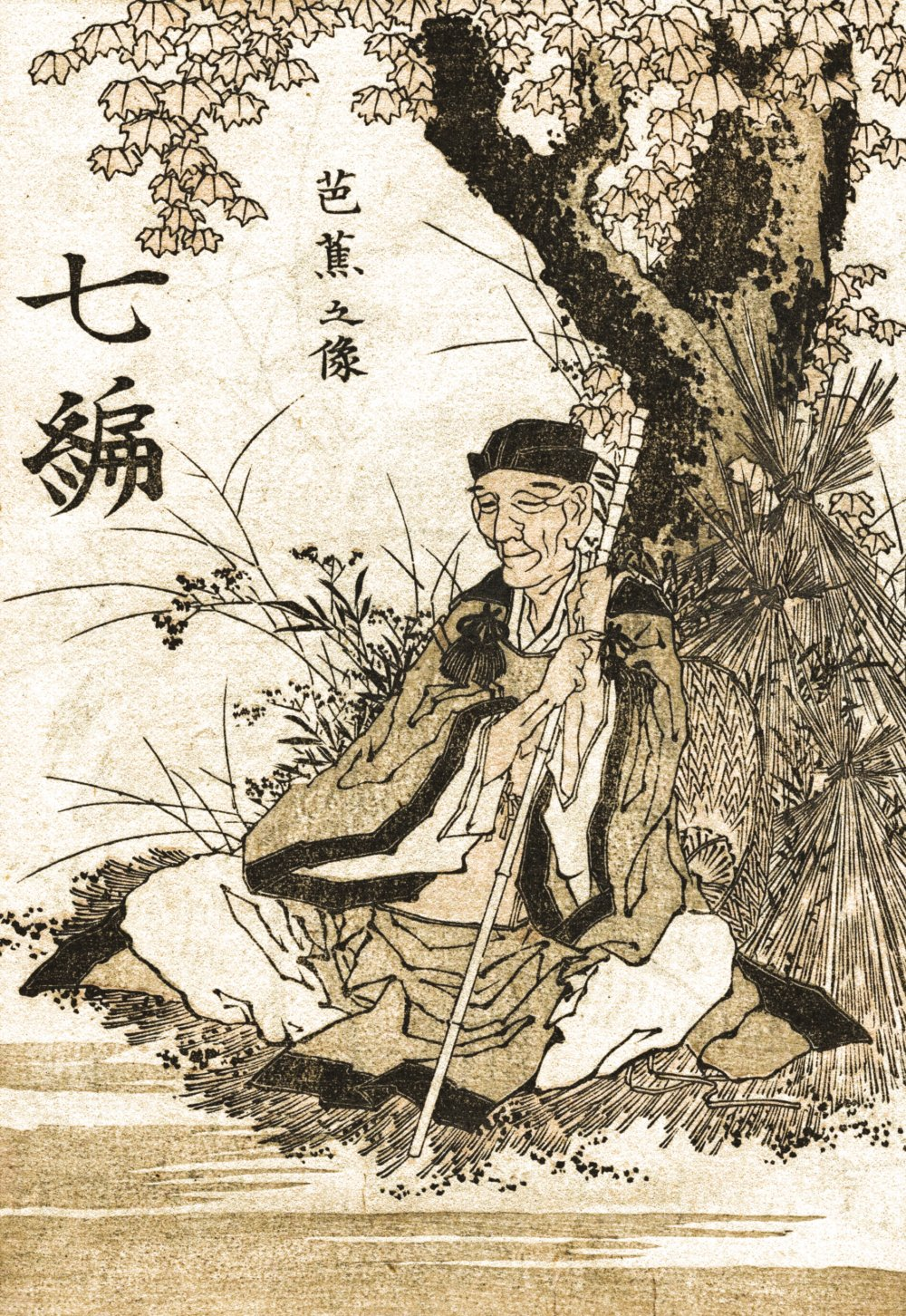
Retrat de Matsuo Bashō

Les seqüències de renga normalment es componien colectivament en viu durant les reunions de poetes, en sessions orals transcrites i conegudes com a rengakai (連歌会). També podien fer-se sessions d'apostes amb premis per les millors composicions.
El primer renga existent apareix al Man'yōshū (万葉集), amb el seu 5-7-5 mora jōku (上句 primera estrofa) escrit per Ōtomo no Yakamochi (大伴家持, 718-785) i el seu 7-7 mora jōku (darrera estrofa) escrit per Ōtomo no Yakamochi (大伴家持) (尼 ama) en un intercanvi de poemes. Aquesta forma de dues estrofes s'anomena ara tanrenga (短連歌) per diferenciar-la de chōrenga (長連歌), l'hyakuin renga (百韻連歌 renga de 100 estrofes) al qual fa referència el terme general renga.
La forma tanrenga va ser popular des de l'inici del període Heian fins al final del domini claustral (院政 insei) i de vegades apareixia a les antologies imperials de waka, a les quals s'assemblava molt a un cop d'ull. Va ser durant el període insei que va començar a prendre forma i evolucionar cap a chōrenga. El Kin'yōshū (金葉集) va ser la primera antologia waka imperial que va incloure una secció explícita sobre renga gràcies al seu compilador Minamoto no Toshiyori (源俊頼, també Minamoto no Shunrai; ~1055–1129), que va ser el primer a escriure sobre el seu tractat poètic Zuinōshi Toshi (俊頼髄脳).
El hokku (発句) és l'estrofa inicial d'un poema enllaçat, col·laboratiu ortodox japonès, renga, o del seu derivat posterior, renku (haikai no renga). Des de l'època de Matsuo Bashō (1644–1694), el hokku va començar a aparèixer com un poema independent i també es va incorporar al haibun (en combinació amb la prosa). A finals del segle XIX, Masaoka Shiki (1867–1902) va canviar el nom de l'hokku autònom com a haiku, i aquest últim terme s'aplica generalment de manera retrospectiva a tots els hokku que apareixen independentment de renku o renga, independentment de quan van ser escrits. El terme hokku es continua utilitzant en el seu sentit original, com el vers inicial d'un poema enllaçat.